# Romain Grégoire
Romain Grégoire (* 21. Januar 2003 in Besançon) ist ein französischer Radrennfahrer.

## Sportlicher Werdegang
Grégoire gilt als großes Talent des französischen Radsports. Bereits im ersten Jahr als Junior wurde er 2020 Französischer Meister im Straßenrennen. 2021, im zweiten Jahr als Junior, gewann er den Titel sowohl im Straßenrennen als auch im Einzelzeitfahren. Bei den UEC-Straßen-Europameisterschaften 2021 gewann er den Titel im Straßenrennen der Junioren, zwei Wochen später wurde er Vizeweltmeister im Straßenrennen. Zudem konnte er Siege bei verschiedenen Etappenrennen und Eintagesrennen sowie den Gesamtsieg bei der Ain Bugey Valromey Tour seinem Palmarès hinzufügen. Über den Winter startete er im Cyclocross im Coupe de France und wurde Französischer U23-Meister.
Mit dem Wechsel in die U23 wurde Grégoire 2022 Mitglied in der Equipe continentale Groupama-FDJ. Nach verhaltenem Start in die Saison gewann er im April Lüttich–Bastogne–Lüttich Espoirs, dem Giro del Belvedere und dem Gran Premio Palio del Recioto drei Rennen innerhalb von vier Tagen. Nach Platz zwei bei der Alpes Isère Tour entschied er beim Giro d’Italia Giovani Under 23 die letzte Etappe für sich und sicherte sich damit auch noch den Gewinn der Punktewertung. Im Spätsommer gewann er eine Etappe der Tour de l’Avenir. Bei den UCI Straßenradsport-Weltmeisterschaften in Wollongong wurde er 20. im Straßenrennen.
Im August 2022 wurde bekannt, dass Grégoire zur Saison 2023 zusammen mit sechs weiteren Fahrern vom Nachwuchsteam in das UCI WorldTeam von Groupama-FDJ übernommen wird. Sein erstes Rennen der Saison 2023 bestritt Romain Grégoire bei der Tour des Alpes-Maritimes et du Var, die er auf dem 17. Gesamtrang beendete. Mit den Strade Bianche 2023 bestritt er sein erstes WorldTour-Rennen, das er als Achter beendete. Im Anschluss wurde er Zweiter beim des Grand Prix du Morbihan. Seinen bis dahin größten Erfolg erzielte er als Gesamtsieger der Vier Tage von Dünkirchen, bei der er auch eine Etappe gewann. Mit der Tour du Limousin gewann er seine zweite Rundfahrt und holte zudem zwei Etappensiege. Bei der Vuelta a España verpasste er auf der 11. Etappe als Zweiter nur knapp einen Etappenerfolg bei einer Grand Tour.
Im Jahr 2024 musste sich Grégoire zunächst bei der Faun-Ardèche Classic im Sprint nur dem Spanier Juan Ayuso geschlagen geben, ehe er bei der Baskenland-Rundfahrt seinen ersten Etappenerfolg bei einem Rennen der UCI WorldTour feierte. Als Vierter der Polen-Rundfahrt, Dritter des Giro del Veneto sowie Zweiter des Veneto Classic erzielte er bis zum Saisonende weitere Spitzenplatzierungen in der UCI WoldTour und den UCI ProSeries.
Bei seinem Saison-Debüt 2025 setzte sich Grégoire als Gesamtvierter in der Nachwuchswertung der Algarve-Rundfahrt durch. Im Anschluss gewann er die Faun-Ardèche Classic, wobei ein Teil der Spitzengruppe auf den letzten Metern fehlgeleitet wurde. Nachdem er beim Amstel Gold Race und dem Flèche Wallonne in die Top 10 gefahren war, gewann er den Auftakt der Tour de Suisse, wobei er sich auf der vom Regen nassen Schlussabfahrt von der Ausreißergruppe löste.

## Erfolge

### Straße
2020
- Französischer Meister – Straßenrennen (U23)

2021
- Gesamtwertung und eine Etappe Ain Bugey Valromey Tour
- Gran Premio Eccellenze Valli del Soligo (Mannschaftszeitfahren)
- Trofeo Guido Dorigo
- eine Etappe Aubel-Thimister-Stavelot
- eine Etappe SPIE Internationale Juniorendriedaagse
- Französischer Meister – Straßenrennen und Einzelzeitfahren (U23)
- Europameister – Straßenrennen (Junioren)
- Weltmeisterschaften – Straßenrennen (Junioren)

2022
- Lüttich–Bastogne–Lüttich Espoirs
- Giro del Belvedere
- Gran Premio Palio del Recioto
- Flèche Ardennaise
- eine Etappe und Punktewertung Giro d’Italia Giovani Under 23
- Nachwuchswertung Alpes Isère Tour
- eine Etappe Tour de l’Avenir

2023
- Gesamtwertung, eine Etappe und Nachwuchswertung Vier Tage von Dünkirchen
- Gesamtwertung, zwei Etappen und Nachwuchswertung Tour du Limousin

2024
- eine Etappe Baskenland-Rundfahrt

2025
- Nachwuchswertung Algarve-Rundfahrt
- Faun-Ardèche Classic
- eine Etappe Tour de Suisse

### Cyclocross
2022
- Französischer Meister (U23)

## Grand Tour-Platzierungen
| Grand Tour            | 2023 | 2024 | 2025 |
| --------------------- | ---- | ---- | ---- |
| Giro d’ItaliaGiro     | –    | –    | –    |
| Tour de FranceTour    | –    | 41   | 34   |
| Vuelta a EspañaVuelta | 42   | –    |      |